# Johannes Raffl

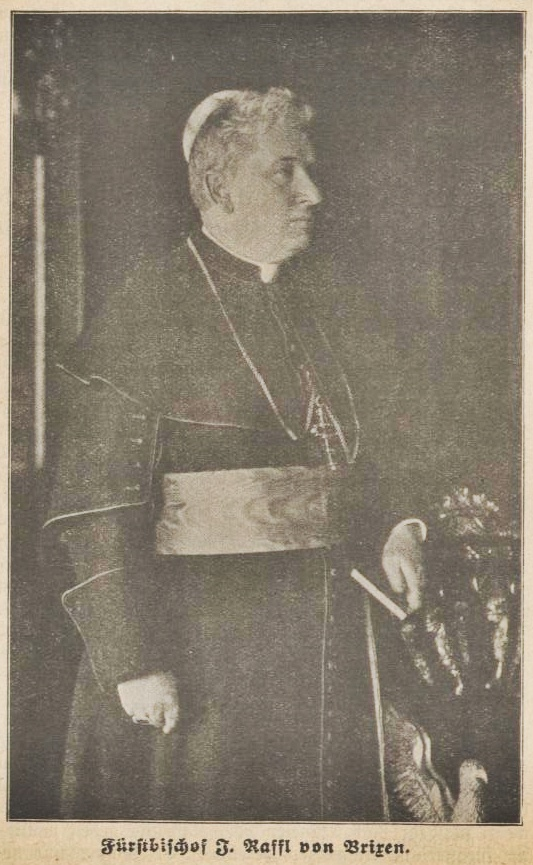
Fürstbischof Johannes Raffl (1921)

Johannes Raffl (* 16. Oktober 1858 in Roppen; † 15. Juli 1927 in Brixen) war von 1921 bis zu seinem Tode Fürstbischof von Brixen. Er war der erste Bischof des Bistums, nachdem große Teile des Diözesangebiets einschließlich des Bischofssitzes Brixen nach dem Ersten Weltkrieg an das Königreich Italien gefallen waren.

## Leben
Johannes Raffl wurde am 16. Oktober 1858 als siebtes von neun Kindern eines Bauern in der Gemeinde Roppen im Oberinntal geboren. Von 1871 bis 1879 besuchte Raffl das Gymnasium der Franziskaner in Bozen. Im Anschluss daran trat er in das Brixener Priesterseminar ein. Am 15. Juli 1883 erfolgte die Priesterweihe. Am 31. August 1883 trat Raffl den Präfektendienst im Brixner Knabenseminar Vinzentinum an. Johannes zeigte großes Geschick und Einfühlungsvermögen im Umgang mit den Schülern. Durch seinen Humor fand er schnell Zugang zur Jugend und genoss den Ruf eines ausgezeichneten Pädagogen. Nach einer Kooperatorenzeit in Jenbach (1886–1887) und in Mieming (1887–1894) wurde er 1894 Pfarrer in Oberhofen im Inntal. 1904 wurde er zum Verwalter des bischöflichen Mensalgutes in Brixen bestellt. Rund 17 Jahre wirkte Raffl dort als fürstbischöflicher Mensalverwalter und blieb trotz dieser Aufgabe ein eifriger Seelsorger. Er versah regelmäßig den Predigtdienst für die Englischen Fräulein in Brixen, verbrachte viele Stunden im Beichtstuhl und übernahm die geistliche Leitung zweier Laienkongregationen. 
Nachdem der Brixener Fürstbischof Franz Egger am 17. Mai 1918 auf einer Firmreise in Innsbruck gestorben war und Südtirol nach dem Friedensvertrag von St. Germain im Jahre 1919 an Italien gefallen war, kam es in der Diözese zu einer mehrjährigen Sedisvakanz. Am 28. April 1921 wurde Raffl schließlich von Papst Benedikt XV. zum neuen Fürstbischof ernannt. Die Bischofsweihe erfolgte am 19. Juni 1921 in der stadtrömischen Basilika S. Prassede durch den Kardinalstaatssekretär Merry del Val; im selben Jahr verlieh ihm die Universität Innsbruck die Ehrendoktorwürde. Seit 1924 war er Ehrenmitglied der katholischen Studentenverbindung AV Austria Innsbruck. Nachdem Raffl schon seit längerer Zeit gesundheitlich angeschlagen war, starb er am 15. Juli 1927, auf den Tag genau 44 Jahre nach seiner Priesterweihe, in Brixen. Raffl wurde im Brixner Dom beigesetzt.

## Amtszeit als Fürstbischof

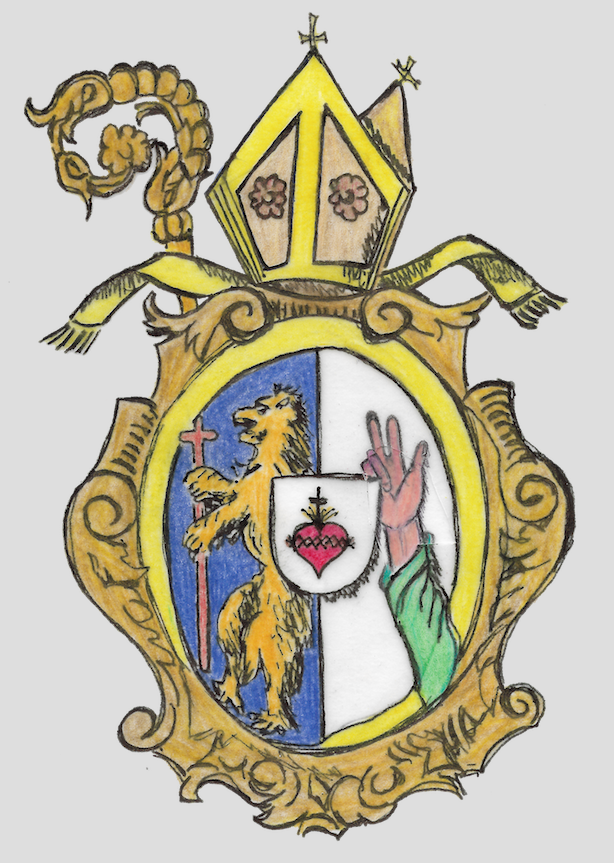
Wappen von Fürstbischof Raffl Johannes (1921–1927)

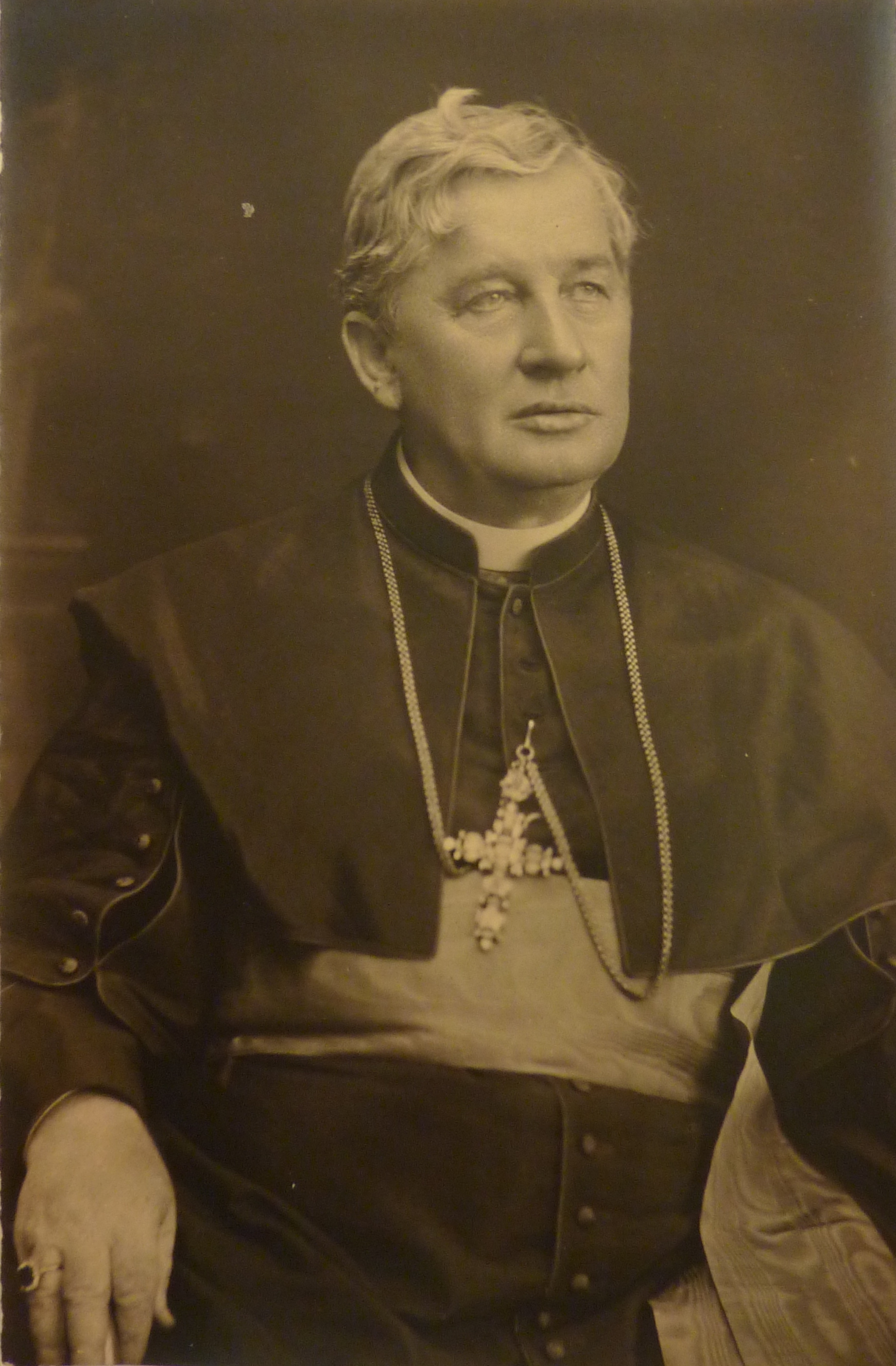
Fürstbischof von Brixen, Johannes Raffl (1858–1927)

Raffls Amtszeit als Fürstbischof war von den politischen Zeitumständen, namentlich der Annexion Südtirols durch Italien, geprägt. Im Jahre 1925 wurden zwei Drittel des Bistumsgebiets, nämlich die Gebiete, welche bei Österreich verblieben waren, vom Diözesangebiet abgetrennt. Drei Jahre zuvor waren die deutschsprachigen Gebiete des Bistums Trient kurzzeitig der Verwaltung des Bistums Brixens unterstellt worden, was jedoch nach einer Intervention der italienischen Regierung rückgängig gemacht wurde. Reichte die Verantwortung seiner Vorgänger am Bischofsstuhl noch vom Bodensee bis in den Obervinschgau, von Reutte bis zum Achensee und von Osttirol bis nach Ampezzo, so sah sich Raffl nach 1925 mit dem Verlust von drei Viertel des ursprünglichen Diözesangebietes konfrontiert. In Zahlen: Umfasste die „alte“ Diözese Brixen eine halbe Million Katholiken, verblieben Raffl am Ende nur mehr rund 96.000 Gläubige in seinem „Zwergbistum“. Die Teilung der Diözese Brixen führte längerfristig zur Errichtung der Diözesen Bozen-Brixen, Innsbruck (1964) und Feldkirch (1968). 
Der Schwerpunkt der Tätigkeit Raffls lag in der Abwehr der Italianisierungsbestrebungen der faschistischen Regierung Italiens. So erwirkte Raffl, dass für die überwiegend deutschsprachige Bevölkerung des Bistums der Religionsunterricht bis zur dritten Schulklasse in deutscher Sprache erteilt werden konnte. Zudem unterstützte Raffl die Südtiroler Heimatforschung. So vermittelte er die Finanzierung eines wissenschaftlichen Werkes über die Geschichte des Brixener Domkapitels. Ferner förderte er die Erweiterung des Brixner Diözesanmuseums.
Raffl war trotz der schwierigen Umstände nach der Trennung Tirols bestrebt, die Rechte der Religion und der Kirche zu wahren, ohne die Gegensätze zu verschärfen. Als Fürstbischof (1921–1927) suchte er die Nähe zum gläubigen Volk und vermied es, sich hinter dem mitunter strengen Protokoll am Brixner Hof zu verstecken. Seine Predigten und Katechesen waren wortgewaltig und prophetisch zugleich. Er galt als volksnaher und gütiger Oberhirte. 
Die Inschrift der Gedenktafel an der Pfarrkirche in seinem Geburtsort Roppen formuliert: Von ihm gilt in Wahrheit das Wort der Hl. Schrift, das er sich zum bischöflichen Wahlspruch gewählt hatte: Lernet von mir, denn ich sanftmütig und demütig von Herzen.